# Rana hydraletis
Espèce
"Rana" hydraletis est une espèce d'amphibiens de la famille des Dicroglossidae. Depuis la redéfinition du genre Hoplobatrachus, il est évident que Rana hydraletis n'appartient pas à ce genre mais aucun autre genre n'a pour l'instant été proposé de manière formelle.

## Répartition
Lors de sa description, aucune localité n'a été donnée.

## Publication originale
- Peters, 1863 : Bemerkungen über verschiedene Batrachier, namentlich über die Original-exemplare der von Schneider und Wiegmann beschriebenen Arten des zoologischen Museums zu Berlin. Monatsberichte der Königlich Preussischen Akademie der Wissenschaften zu Berlin, vol. 1863, p. 76-82 (texte intégral).